# Psephenoides immsi
Psephenoides immsi là một loài bọ cánh cứng trong họ Psephenidae. Loài này được Gahan miêu tả khoa học đầu tiên năm 1914.